# Swarmandal

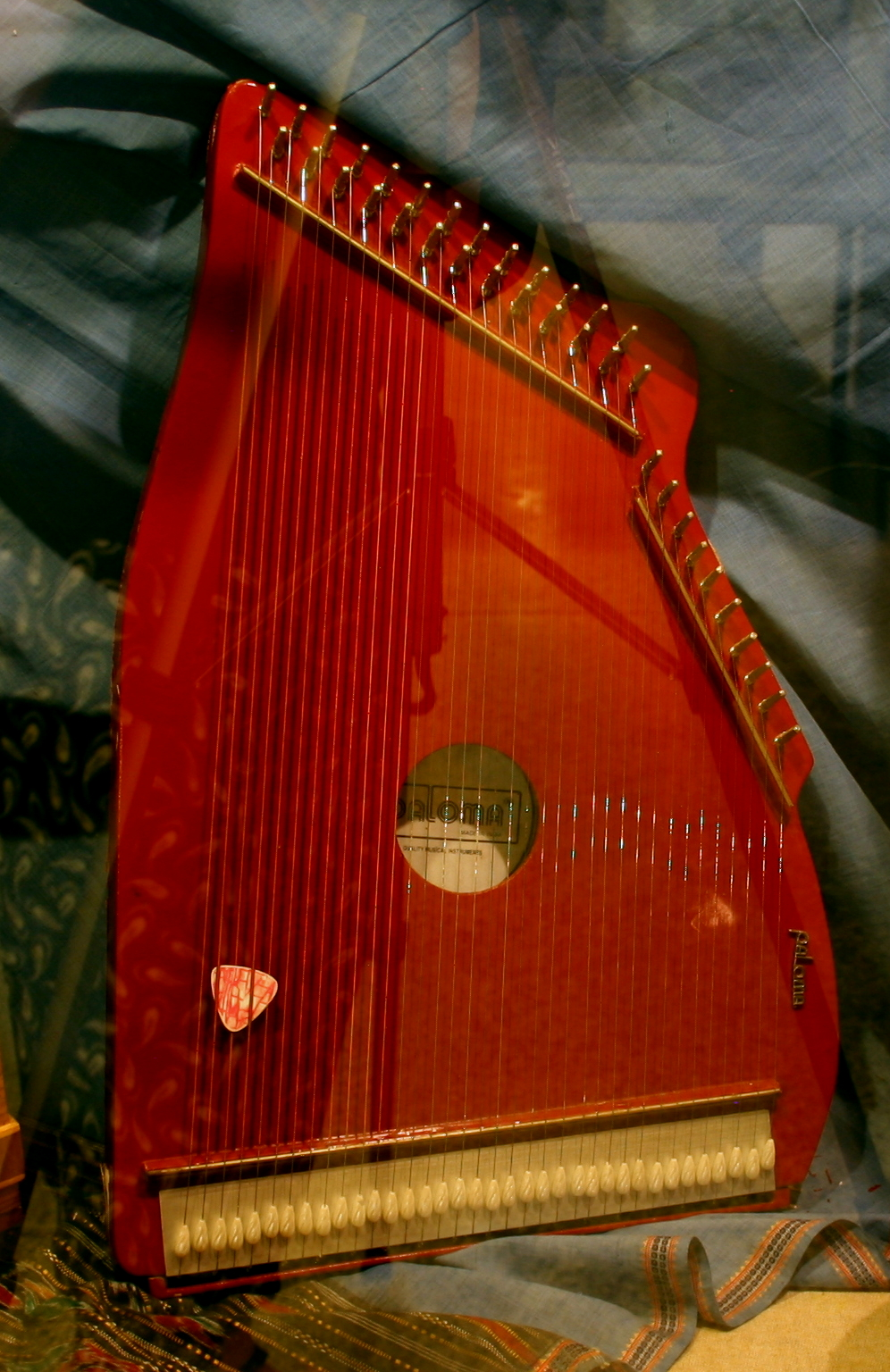
Swarmandal im ethnographischen Museum in Pieniężno, Polen

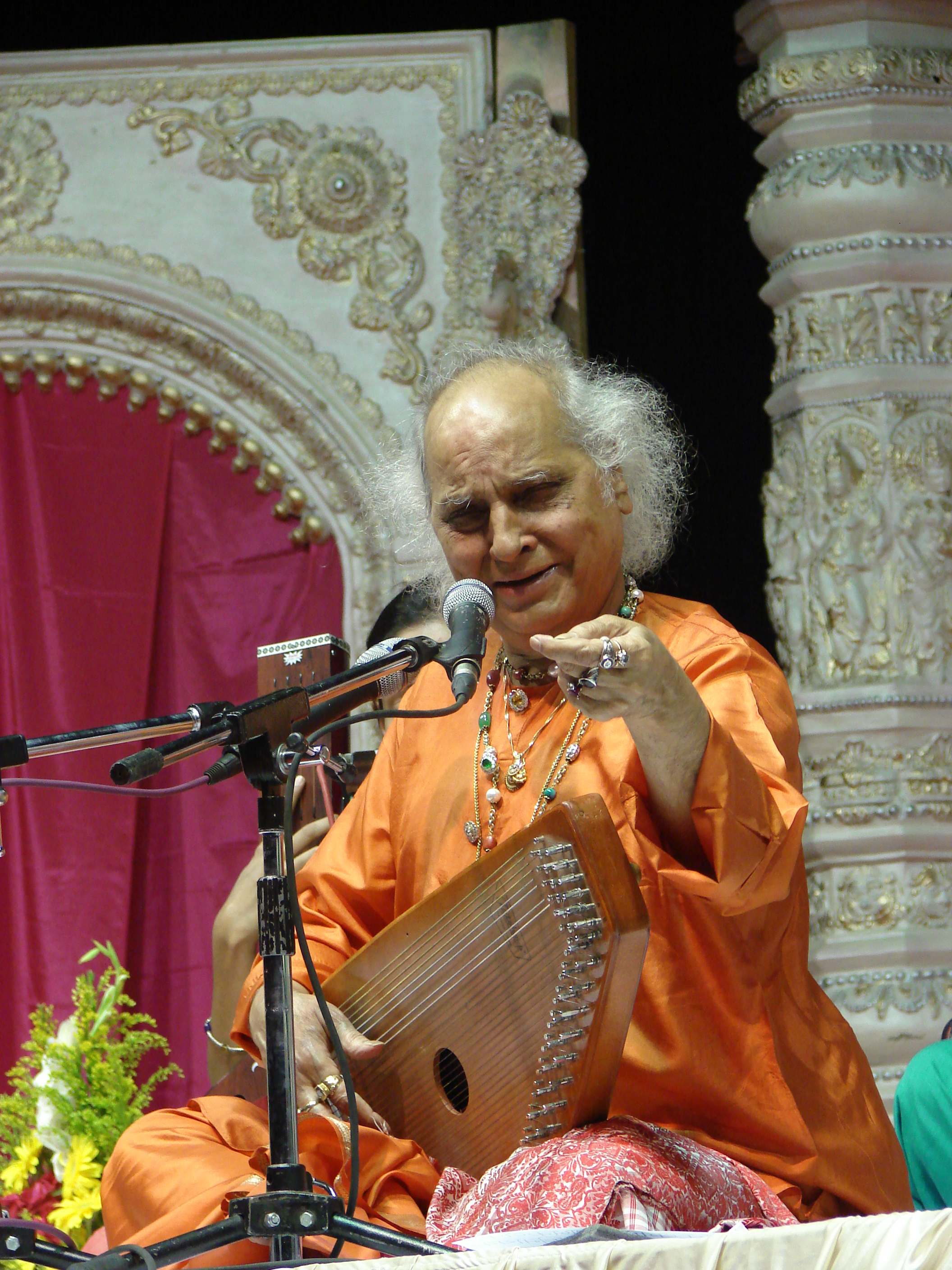
Pandit Jasrai (1930–2020), ein Khyal- und Thumri-Sänger der Mewati-Gharana, begleitet seinen Gesang mit einer swarmandal.

Swarmandal (Hindi स्वरमण्डल), auch surmandal, sur mandal, svarmandal, von Sanskrit svaramandala („Ton-Kreis“), selten srimandal, ist eine gezupfte Kastenzither in Nordindien und Pakistan, die hauptsächlich Sänger der nordindischen Musik in den leichten klassischen Gesangsstilen Khyal und Thumri nebenbei und kaum hörbar spielen. Der Name swarmandal wurde vermutlich auf die orientalische Kastenzither qānūn übertragen, die mit muslimischen Eroberern eingeführt wurde und in den Herrscherchroniken ab dem Sultanat von Delhi im 13. Jahrhundert erwähnt wird. In der Mogulzeit (1526 bis 1858) bezeichneten qānūn und swarmandal entweder dasselbe oder ein ähnliches Instrument, das anders als heute zur Melodiebildung in der klassischen Musik eingesetzt wurde. Der Rückbezug der swarmandal auf den altindischen Namen mattakokila für einen vina-Typ erscheint dagegen wenig wahrscheinlich.

## Herkunft
Saiteninstrumente waren offenbar in altindischer Zeit sehr beliebt. Dies legt der Sammelbegriff vina nahe, mit dem sie bezeichnet wurden und der bereits in der ersten Hälfte des 1. Jahrtausends häufig in den Sanskritquellen vorkommt. Die älteste Form der vina war die Bogenharfe, die schon vor dem 6. Jahrhundert v. Chr. in Textabbildungen erkennbar ist. Ab den ersten nachchristlichen Jahrhunderten wurde auf buddhistischen Reliefs eine Langhalslaute mit schlankem Korpus abgebildet und ab dem 8. Jahrhundert, als die Bogenharfen praktisch verschwunden waren, traten die ersten Stabzithern auf, die in zahlreichen Variationen die für die indische Musik typischsten Saiteninstrumente sind.
Einen anderen Zithertyp, der in Südostasien beheimatet ist, bilden die Bambusröhrenzithern, bei denen wie bei der guntang auf der indonesischen Insel Bali eine oder mehrere Saiten aus der äußeren Schicht eines Bambusabschnitts herausgetrennt sind. Die westliche Verbreitungsgrenze der Bambusröhrenzithern stellen Ostnepal mit der yalambar und die nordöstlichen Bundesstaaten Indiens dar, wo unter anderem gintang und chigring vorkommen. Mehrere parallel verbundene Bambusröhren ergeben Floßzithern wie die dendung in Assam, die in Indien ebenfalls nicht weiter westwärts vorgedrungen sind. Die surmungla ist oder war eine seltene Floßzither in den nordostindischen Berggebieten, die aus mehreren parallel verbundenen Bambusröhren besteht, deren aus der äußeren Schicht der Röhren herausgelöste Saiten der Musiker mit dem Finger quer überstreicht, um einen warmen und angenehmen Klang zu erzeugen. Der Name surmungla taucht in der Unterschrift zu einem Bild des flämischen Malers François Balthazar Solvyns auf, der sich von 1791 bis 1803 in Kalkutta aufhielt. Die Vorsilbe sur- ist bedeutungsgleich mit svara oder swara (Sanskrit, „Ton“, „Tonstufe“ eines Ragas) in swarmandal und ist auch im Namen der Langhalslauten surbahar, sursingar und swarabat enthalten.
Brettzithern, deren Saiten auf einem langrechteckigen Brett montiert sind und die am variantenreichsten in Gestalt der ostasiatischen Wölbbrettzithern (guzheng in China, ajaeng in Korea) vertreten sind, erscheinen Alastair Dick (2014) zufolge offenbar nicht auf altindischen Abbildungen. Dessen ungeachtet verweist Karaikudi S. Subramanian (1985) auf ein Relief vom Stupa von Sanchi aus dem 1. Jahrhundert v. Chr., das sich im dortigen archäologischen Museum befindet. Die nach dem Relief gezeichnete Skizze zeigt einen Musiker, der eine lange, schlanke, an den Enden gerundete Brettzither quer vor dem Körper hält und die Saiten mit beiden Händen zupft. Subramanian hält das abgebildete Instrument für einen Vorläufer „der späteren mattakokila“ oder der mittelalterlichen swaramandala. Auf mittelalterlichen Reliefs sind keine Brett- oder Kastenzithern abgebildet und heute kommen sie allenfalls selten vor.
Aus dem Westen stammende Kastenzithern werden in Indien ab dem 13. Jahrhundert erwähnt; ob es unabhängig davon ein altindisches Vorbild gibt, ist spekulativ. Die Frage hängt mit dem Sanskritwort mattakokila („toller Kuckuck“) zusammen, das in dem von  Bharata Muni um die Zeitenwende verfassten Natyashastra für ein Saiteninstrument des Theaterorchesters genannt wird. Das Natyashastra ist die früheste indische Quelle, die sich speziell der Musik widmet. Darin wird die Anordnung der Sänger und Sängerinnen, der drei Bogenharfenspieler und der beiden Flötenspieler im Ritualtheater begleitenden Orchester beschrieben. Die Harfenspieler verwenden drei unterschiedliche Instrumente: die mattakokila als die bedeutendste vina (mukha-vina, die „Haupt-vina“ des altindischen Theaters) mit 21 Saiten, die neunsaitige vipanchi-vina und die siebensaitige citra-vina (chitravina, heute ein anderer Name der südindischen gottuvadyam). Ein nach diesen Vorgaben angeordnetes Ensemble ist – nach der Interpretation von Walter Kaufmann (1981) – auf einem buddhistischen Relief aus dem 2. Jahrhundert n. Chr. dargestellt, das sich am Stupa von Amaravati befand. Obwohl im Natyashastra die Bedeutung der mattakokila hervorgehoben wird, sind keine brauchbaren Abbildungen aus altindischer Zeit überliefert. John Napier (2005) schließt daraus, ein Instruments mit 21 Saiten (das drei sthana, „Register“ hat) habe eher als ein theoretisches Konstrukt gedient, um das Tonsystem zu demonstrieren, und sei weniger in der Praxis gespielt worden.
Im musiktheoretischen Werk Sangitaratnakara des Sarngadeva aus dem 13. Jahrhundert findet sich eine entsprechende Beschreibung, wobei weiterhin unklar bleibt, welche Form das mattakokila genannte Instrument hatte, ob der Schreiber es selbst sah oder ob er sich auf einen älteren Text bezieht. Es könnte sich um eine kurzzeitig wiedereingeführte, alte Bogenharfe handeln, von der ansonsten nichts bekannt ist. Das Sangitaratnakara listet mit der mattakokila zehn namentlich unterschiedene vina-Typen, die zumindest zwischen dem 11. und 13. Jahrhundert in Gebrauch waren. Das von Ahobala Pandit im 17. Jahrhundert verfasste Sangita-Parijata erwähnt acht völlig andere Namen von vina-Typen, es fehlt damit auch mattakokila, dafür ist der Name swaramandala darunter.
Kallinatha, der im 15. Jahrhundert mit seinem Werk Kalanidhi einen Kommentar zum Sangitarathakara verfasste, bemerkt, swarmandal sei der gängige Name der mattakokila. Welcher Instrumententyp gemeint ist, geht aus dem Text nicht hervor. Es ist möglich, dass sich der Name swarmandal schon früh auf die arabisch-persische Trapezzither qānūn bezog, die von den Mamluken eingeführt wurde, als diese im 13. Jahrhundert das Sultanat von Delhi gründeten. Seit jener Zeit wird die qānūn in den muslimisch-indischen Herrscherchroniken erwähnt.

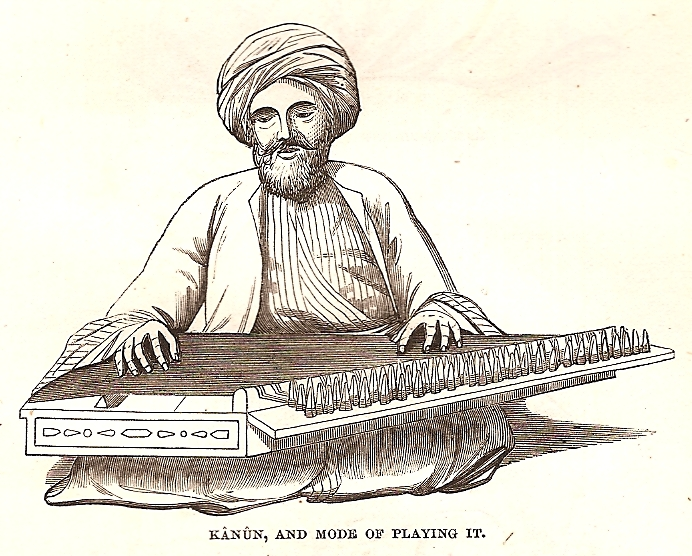
Zeichnung eines arabischen qānūn-Spielers in Palästina, 1859

Abbildungen von Saiteninstrumenten in mittelalterlichen islamischen Quellen lassen mehr oder weniger zuverlässig auf deren Aussehen schließen. Im Kitāb al-ʿadwār („Buch der Modi“) des arabischsprachigen Musiktheoretikers Safi ad-Din al-Urmawi (1216–1294) ist eine große rechteckige Kastenzither nuzha mit 32 Saiten abgebildet, die von al-Urmawi erfunden worden sein soll. Die Erfindung der halb so großen, trapezförmigen qānūn wird al-Fārābī (um 872–950) zugeschrieben, in dessen Kitāb al-Mūsīqā al-kabīr („Das große Buch der Musik“) ferner eine schwer identifizierbare Zeichnung eines schahrud genannten Instruments mit 40 und in einer anderen Handschrift mit 48 parallelen Saiten in zwei Saitenebenen enthalten ist. Eine weitere Zeichnung bei al-Urmawi stellt die Winkelharfe tschang mit 34 Saiten dar. Die Handschrift Kaschf al-humūm eines im 14. Jahrhundert in Ägypten lebenden anonymen Autors beinhaltet die Miniatur eines sitzenden Musikers, der eine Trapezzither in senkrechter Position vor seinem Oberkörper spielt. Mit der linken Hand hält er die Oberkante des Instruments, mit der rechten Hand zupft er die Saiten. Entgegen der gezeigten – auch für die swarmandal heute typischen  Spielposition heißt es im Text, das in Syrien qānūn und in Ägypten santīr genannte Instrument werde „flach liegend“ gespielt. Flach liegend ist jedenfalls die Spielposition der heutigen arabischen qānūn, die typischerweise mit 78 Saiten für 26 dreisaitige Chöre bespannt ist.
Im 1526 von Babur gegründeten Mogulreich verbanden sich persische, arabische und turkisch-zentralasiatische Einflüsse mit der indischen Kultur, wie aus dem Baburnama, der Autobiographie Baburs, hervorgeht. Zu den eingeführten und im Palast gespielten Musikinstrumenten gehörten neben der qānūn die arabisch-persische Kurzhalslaute ʿūd, die arabisch-persische Längsflöte nay und das zentralasiatische Streichinstrument ghichak. Im Freien vor dem Palast wurde unter Akbar I. (reg. 1556–1605) täglich zu den Gebetszeiten das große Orchester naqqāra khāna mit Instrumenten aus Westasien gespielt, darunter dem Kesseltrommelpaar naqqāra und Trompeten (qarnā und nafīr). Im Ende des 16. Jahrhunderts von Abu 'l-Fazl verfassten Āʾīn-i Akbarī, dem dritten Teil der offiziellen Geschichtschronik der Mogulherrscher, Akbar-nāma, in dem es hauptsächlich um die Verwaltungsangelegenheiten Akbars geht, wird die surmandal als der qānūn ähnliche, 21-saitige Zither mit Stahl-, Messing- und Darmsaiten beschrieben. Der Musiker und Musiktheoretiker Faqīrullāh (eigentlich Nawab Saif Khan) fertigte zwischen 1663 und 1666 eine persische Übersetzung des Anfang des 16. Jahrhunderts verfassten Musiktraktats Man Kutuhāl an. Darin wird ein für die indische Musiktheorie zentrales System von Raga-Familien aufgestellt. Faqīrullāhs Übersetzung und starke Bearbeitung des Textes ist als Rāgadarpana bekannt. Anders als Abu 'l-Fazl unterscheidet Faqīrullāh die beiden Instrumentenbezeichnungen. Die swarmandal hatte demnach 25 Saiten, einige aus Kupfer und die übrigen aus Stahl. Die qānūn besaß 40 Saiten, davon drei an einer Seite, vier an der anderen und die übrigen paarweise gestimmt.
Das Instrument scheint eine gewisse Bedeutung in der höfischen Musik der Mogulherrscher gehabt zu haben. Miniaturmalereien aus dem 16. Jahrhundert zufolge war die swarmandal/qānūn eine Kastenzither, deren Saiten mit Plektren oder mit Metallklammern an den Fingerspitzen angerissen wurden. Über die Namensgebung der Kastenzither sagen die Abbildungen nichts aus, aber sie teilen etwas über ihre Form und Verwendung im Ensemble mit. Zur Zeit Akbars kamen demnach drei Grundformen von Kastenzithern vor: mit winkelförmigen Korpus und geschwungenen Innenkanten, einseitig trapezförmig (zwei parallele Seiten) sowie psalterförmig mit zwei schrägen Kanten (keine Seite parallel). Entweder war der importierte Zithertyp schlicht nicht standardisiert oder es waren zu unterschiedlichen Zeiten andere Zithertypen aus dem Mittleren Osten nach Mogulindien gelangt. Die Zithern wurden von Männern und Frauen gespielt. Die Abbildungen zeigen außerdem zwei Spielweisen. Das Instrument liegt flach auf den Knien und wird mit beiden Händen gezupft oder es wird senkrecht vor dem Oberkörper gehalten und mit der rechten Hand gespielt.
Zwischen der Regierungszeit Akbars und dem Ende des 19. Jahrhunderts sind die Quellen zur swarmandal spärlich. Vermutlich verschwand im Verlauf der Mogulzeit die swarmandal als Melodieinstrument der klassischen Musik, um Ende des 19. Jahrhunderts mit einer anderen Spielweise zur Gesangsbegleitung zurückzukehren. Dem britischen Infanteristen Charles Russel Day (1860–1900) zufolge, der 1891 ein Werk über indische Musikinstrumente veröffentlichte, war die swarmandal zu seiner Zeit selten und wurde überwiegend von Musikern im Punjab gespielt. Er bezeichnet mit qānūn und swarmandal gleichermaßen eine einseitig trapezförmige Kastenzither mit 21 Saiten, die teilweise aus Stahl und Messing (seltener noch Darm oder Seide) bestehen und die mit Metallklammern an den Fingerspitzen angerissen werden, was einen weichen, warmen Ton ergibt. Hiervon unterscheidet Day die santir (gemeint santur) als ein seltenes persisches Instrument mit wesentlich mehr Saiten, die mit Holzklöppeln geschlagen werden.
Nach hinduistischer Legende erfand ein Rishi (ein mythischer Weiser) namens Katyayana das erste, der swarmandal ähnliche Musikinstrument, weshalb man es Katyayana vina genannt habe. Den in vedischen Texten aus der ersten Hälfte des 1. Jahrtausends v. Chr. genannten Name shatatantri vina („hundertsaitige vina“) verbindet Day ebenfalls mit der swarmandal. A. M. Meerwarth (1917) gibt an, shatatantri sei ein anderer Name von Katyayana vina und ähnele in Spielweise und Klang stark der qānūn. Curt Sachs (1915) greift diese Überlieferungen auf und gibt für die indische Kastenzither, die er als rückgebildete Form der größeren arabischen qānūn beschreibt, mehrere gleichbedeutende und nur nach ihrer Herkunft zu unterscheidende Namen an: katyayana vina, shatatantri vina, svaramandala, surmandal, außerdem Marathi sarmandal und Tamil curamantalam. Den Sanskrittexten zufolge dürfte jedoch die shatatantri vina, die wohl eine Signalfunktion bei vedischen Ritualgesängen besaß, mit zwei Schlägeln gespielt worden sein und eine andere Form gehabt haben.
Die einzige andere Kastenzither, die in Indien heute verwendet wird, ist die santur: ein trapezförmiger Hackbretttyp, der von Südosteuropa über den Nahen und Mittleren Osten bis nach China vorkommt. Von Iran ausgehend gelangte die santur in die regionale Musik Kaschmirs und von dort im 20. Jahrhundert in die nordindische Kunstmusik. Im Nordwesten Indiens und im Süden von Pakistan kommt darüber hinaus der in den 1920er Jahren aus Japan eingeführten langrechteckigen Brettzither mit Tastatur bulbultarang eine gewisse Bedeutung in der populären Unterhaltungsmusik und devotionalen Musik zu.

## Bauform und Spielweise

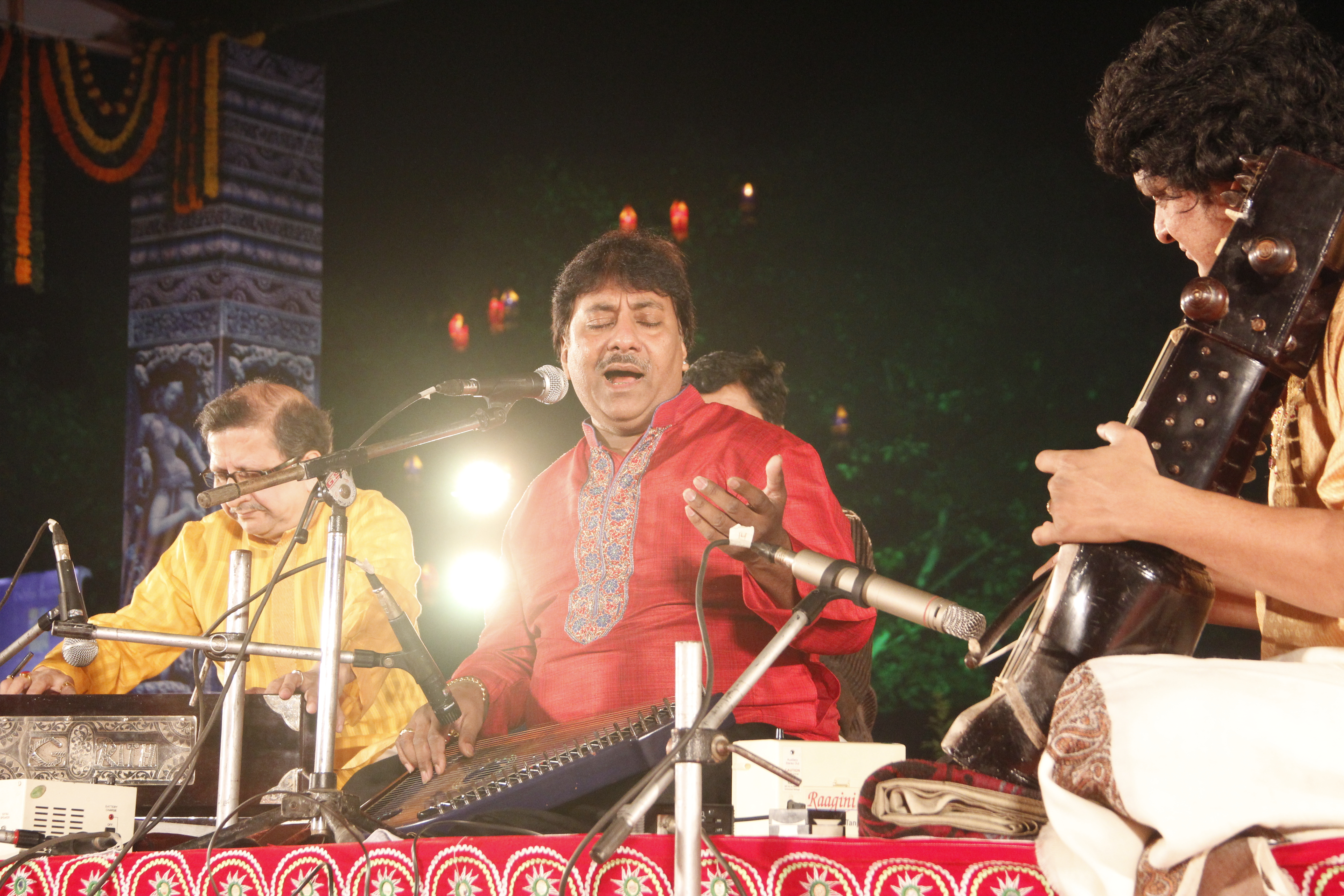
Rashid Khan, von Harmonium und sarangi begleitet, 2017

Die swarmandal ist eine der arabischen qānūn ähnliche, jedoch kleinere Kastenzither ohne Griffbrett mit einem einseitig trapezoiden oder halbtrapezoiden Korpus. Sie ist etwa 50 Zentimeter lang, 30 Zentimeter breit und mit 25 oder ungefähr 40 Metallsaiten bespannt. In der Mitte der Decke befindet sich ein großes rundes Schallloch. Die Saiten verlaufen von Befestigungsschrauben über einen durchgehenden Steg auf der rechten Seite zu senkrecht stehenden Metallstimmschrauben am linken Rand. Einfachere Konstruktionen besitzen Holzwirbel an der Seitenwand des Korpus. Die Saiten werden auf die Töne des zu spielenden Ragas gestimmt. Eine Alternative zur surmandal ist die Ende des 19. Jahrhunderts in Deutschland entwickelte und in den Vereinigten Staaten am Markt eingeführte Autoharp, deren Tastenmechanik entfernt wird.
Anders als die bis zur Mogulzeit als Melodieinstrument der klassischen Musik gespielte qānūn wird die swarmandal heute nicht von einem Instrumentalisten, sondern ausschließlich vom Sänger zur Begleitung seines Gesangs verwendet. Das Instrument wird auch nicht in waagrechter Position gespielt, sondern senkrecht vor der Brust gehalten. Der Khyal-, Thumri oder Ghasel-Sänger zupft hin und wieder zwei oder drei Saiten oder gleitet mit dem Finger über alle oder einen großen Teil der Saiten hinweg (bei der Gitarre englisch strumming genannt) und produziert in zeitlichen Abständen Arpeggios. Die swarmandal hat nicht die Funktion der tanpura, die ein Musikstück mit dem konstanten gleichmäßigen Klang von Borduntönen unterlegt. Solange Sänger und Begleitmusiker in Aktion sind, ist die swarmandal praktisch nicht zu hören und trägt höchstens zur Verstärkung des Gesamtklangs bei. Nur zu Beginn oder am Ende eines Stücks treten die mit der Komposition unverbundenen Töne der swarmandal kurz hervor.
Diese Spielweise scheint sich erst im 20. Jahrhundert herausgebildet zu haben. Sänger der Patiala-Gharana, der Musiktradition aus Patiala in der Provinz Punjab, geben an, die swarmandal als Gesangsbegleitung bekannt gemacht zu haben. Das swarmandal-Spiel ist ein charakteristisches Merkmal des pakistanischen Ghasel-Sängers Ghulam Ali (* 1940) der Patiala-Gharana. Sie wurde außerdem neben vielen anderen vom pakistanischen Khyal-Sänger Salamat Ali Khan (1934–2001) und der zur Jaipur-Gharana gehörenden Sängerin Kishori Amongkar (1931–2017) verwendet. Rashid Khan (* 1966) singt mit der swarmandal im Khyal-Stil der Rampur-Sahaswan-Gharana. Jenseits dieser gesangsunterstützenden Funktion wird die swarmandal praktisch nicht verwendet.
Sich selbst auf einem Instrument begleitende Sänger sind in der indischen Musik selten und auf den leichten klassischen Stil Thumri oder gelegentlich den Khyal beschränkt. Zu den Ausnahmen gehören ferner einige pakistanische Qawwali-Sänger wie Fateh Ali Khan und Rustam Ali Khan, die ein indisches Harmonium spielen. Häufig wird der Sänger rhythmisch von einer tabla und melodisch von einer zweiten Gesangsstimme oder einer Streichlaute sarangi (regional auch von einer sarinda) begleitet. Im Verhältnis zum ersten Sänger haben die Begleitsänger oder -musiker die untergeordnete Aufgabe, dessen musikalische Vorgaben zu wiederholen und auszuschmücken. Manche Begleiter verstehen sich als Solisten in Wartestellung und verlassen zeitweilig die Begleitrolle für eine solistische Einlage. Der währenddessen schweigende Solosänger kann dennoch fortfahren, seine swarmandal zu zupfen, ohne auf das Spiel seines Begleiters zu achten.

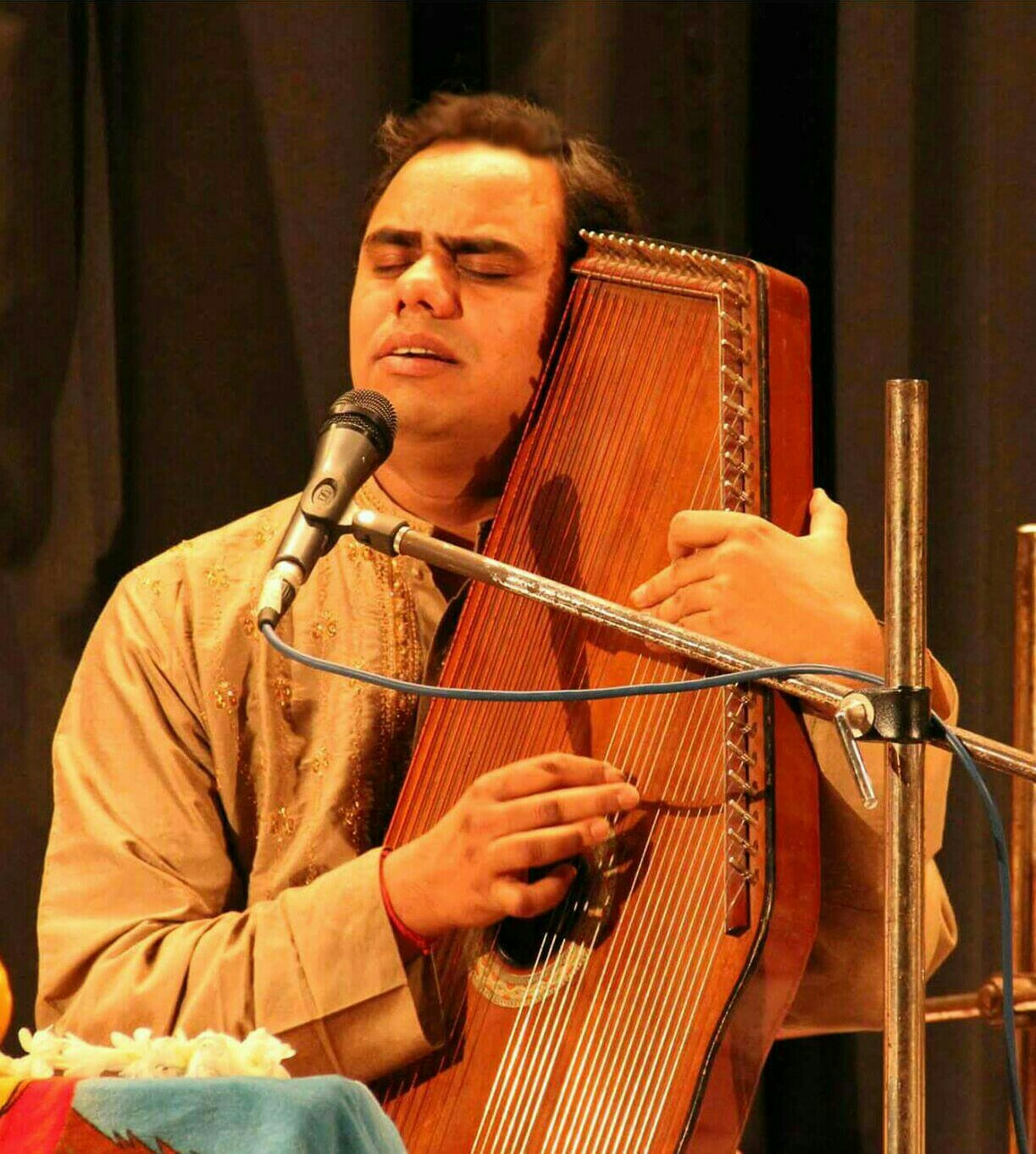
Shyam Sundar Goswami, Khyal-Sänger in Kalkutta der Kirana-Gharana.

Ein ungewöhnlich groß besetztes Volksmusikensemble der Manganiyar, einer muslimischen Ethnie im westlichen Rajasthan besteht aus den Streichinstrumenten kamaica (kamacha) und sarangi, swarmandal, Harmonium, surna(i) (ein Doppelrohrblattinstrument, das sich in Form und Spielweise von der shehnai unterscheidet), murli (Doppelklarinette), morchang (Maultrommel), kartal (Holzklapper), dhol (große zweifellige Fasstrommel), dholak (kleinere Fasstrommel) und ein gharra (Tontopf wie der südindische ghatam). Dies zeigt die musikalische Vielseitigkeit der Manganiyar, deren Hauptaufgabe als Musikerkaste ist, für ihre Auftraggeber bei zeremoniellen Anlässen und sonstigen Familienfeiern aufzutreten.
Zusammen mit der Anverwandlung indischer Musikinstrumente als exotische Ergänzung für westliche Musikstile wird gelegentlich auch die swarmandal verwendet. Beim Beatles-Titel Within You Without You von 1967 werden dilruba, sitar, tabla, tanpura und swarmandal zusammen mit acht Violinen und drei Celli eingesetzt. Der mixolydische Modus des Stücks steht mit der indischen Raga-Tonalität in Verbindung und die Rhythmik basiert auf den Zyklen tintal (16 Schläge) und jhaptal (7 Schläge). Zu Beginn des Stücks gibt die dilruba den Modus vor, unmittelbar gefolgt von der dazu gehörenden pentatonischen Tonreihe der swarmandal-Saiten, die nacheinander gezupft werden. Damit wird das typische Klangbild des sitar-Spielers nachgeahmt, der zu Beginn seines Vortrags die Resonanzsaiten seines Instruments leer anreißt. In einem weiteren Song der Beatles, Strawberry Fields Forever von 1967, spielt die swarmandal eine absteigende Ragaskala.